# Santa Clementina (Benevento)
La contrada Santa Clementina è una località abitata del comune di Benevento, in Campania,
molto nota per essere sulla sponda sinistra del Ponte Leproso, sul fiume Sabato e per la presenza di antiche rovine risalenti al periodo romano.

## Geografia fisica
Si trova nella zona ovest di Benevento a sud della zona di Madonna delle Grazie, nelle vicinanze della via Appia, della contrada San Vito e del Rione Libertà.

## Storia
Essendo tra le zone con più rilevanza storica per via della vicinanza della via Appia e del Ponte Leproso, noto ponte romano, a Santa Clementina è presente anche il mausoleo funerario, che costituisce da molti anni il simbolo della contrada. 
Tra le antiche chiese sono presenti anche la settecentesca Chiesa di Santa Clementina, ed il monastero di San Pietro Maggiore di origini longobarde.
Nel 2005 nella zona fu scoperta un'antica necropoli composta da 16 tombe.